# Польсько-шведська війна (1617—1618)
Польсько-шведська війна 1617—1618 років стала продовженням польсько-шведської війни 1600—1611 років та являла собою спробу Шведської імперії використати важке становище Речі Посполитої, викликане війною з Московським царством та необхідністю стримувати кримських татар і османів на південному сході.
На початку 1617 року Шведська імперія уклала Столбовський мир з Московським царством. Через чотири місяці по тому було перервано 20-річне перемир'я з Річчю Посполитою, укладене після смерті короля Карла в 1611 році, за яким за Річчю Посполитою залишалась Ліфляндія. 19 червня 1617 року шведська ескадра з чотирьох кораблів увійшла в Ризьку затоку. Скориставшись зрадою коменданта фортеці полковника Вольмара Форенбаха, 21 червня шведи захопили фортецю Дюнамюнде і Неймюндський шанець, два дні потому атакували Вентспілс, у липні практично без бою зайняли узбережжя від Гробіня до Пернова, у серпні атакували Пернов і через три дні захопили місто. Таким чином за два місяці ведення військових дій шведська армія на чолі з молодим шведським королем Густавом II Ваза захопила все Лівонське узбережжя, за винятком Риги.
У відповідь з-під Смоленська прибув польний гетьман литовський Кшиштоф Радзивілл з невеликим, в 900 чоловік кавалерії та піхоти, загоном і завдав шведам ряд поразок, відбивши захоплені замки та фортеці.
Річ Посполита, яка в цей час вела війну з Московським царством не змогла розвинути цей успіх через брак війська та грошей, тому Сигізмунд III, який тоді намагався захопити Москву, погодився на пропозиції шведського короля. В 1618 у було укладено перемир'я. Межі між обома державами залишилися колишніми, Пернов залишився за шведами.